# Hibiscadelphus
Hibiscadelphus es un género de plantas con flores de la familia  Malvaceae, subfamilia Malvoideae endémico de Hawái.  En Latín significa "hermano del hibisco". Se distingue por sus atractivas flores que no se abren enteramente. 

## Descripción
El género consiste en siete especies. Son grandes arbustos o árboles que alcanzan los 7 metros de altura.   Se caracteriza por sus flores que nunca se abren al igual que el  Hibiscus. Se presume que es una adaptación a la polinización por pájaros de la familia Drepanididae.  Los frutos son cápsulas. 
- Hibiscadelphus bombycinus† - conocida por una colección de 1868.
- Hibiscadelphus crucibracteatus† - En 1981 un solo árbol fue descubierto a una altitud de 750 m. Este árbol murió en 1985 y los esfuerzos por regenerar la especie han fracasado.
- Hibiscadelphus distans - Hay menos de 200 árboles.
- Hibiscadelphus giffardianus - En 1910 Joseph Rock descubrió un solo árbol. Este árbol murió en 1930 pero varios implantes se regeneraron y hoy varios cientos de árboles en parques.
- Hibiscadelphus hualalaiensis - La última especie silvestre murió en 1992, ahora solo existen especies cultivadas.
- Hibiscadelphus wilderianus† - Se extinguió en 1912.
- Hibiscadelphus woodii - Descubierta en 1991, solo se conocen 4 árboles.